# Ценкхар (гевог)

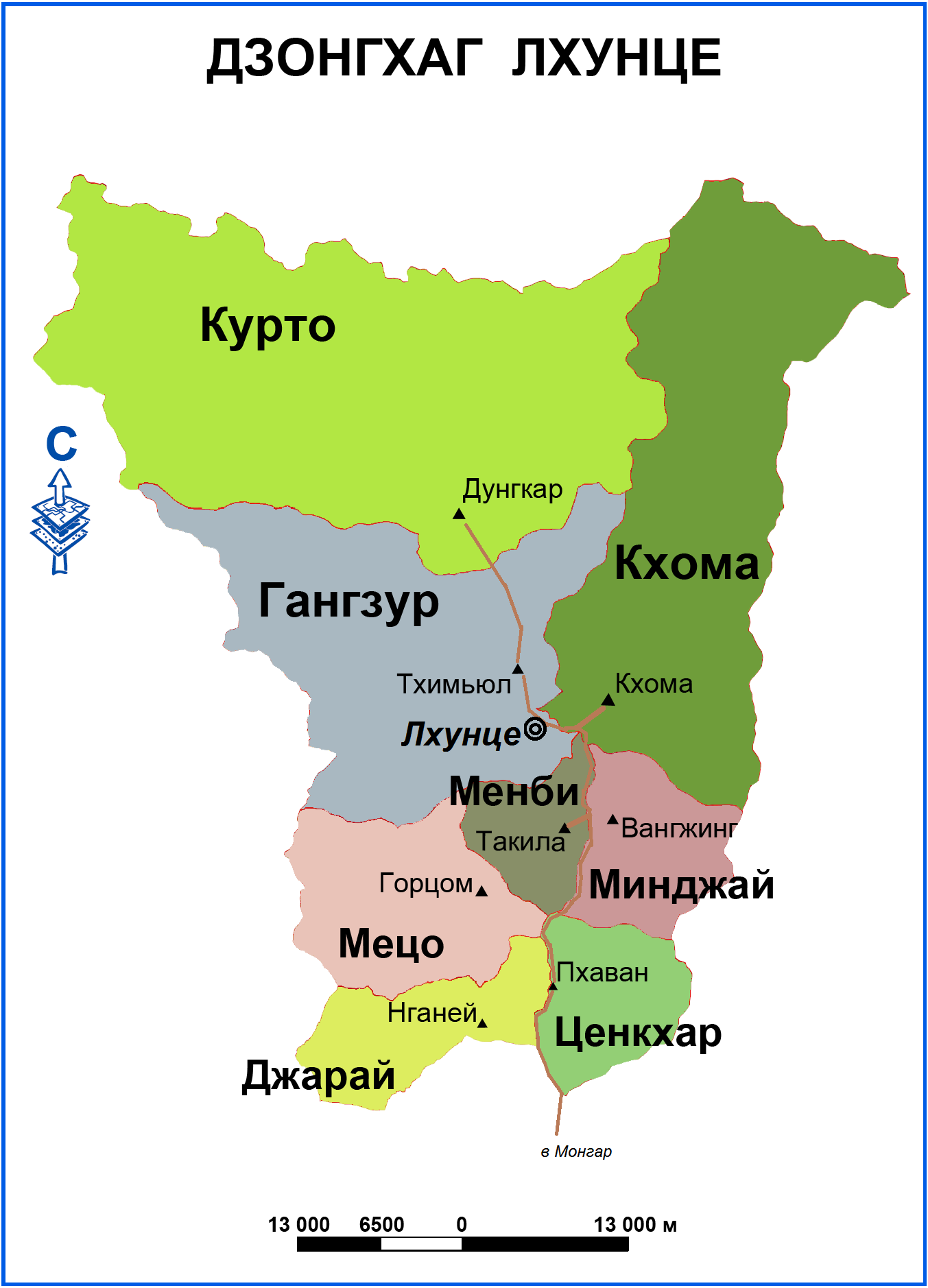
Гевоги Дзонгхага Лхунгце

Ценкхар  (дзонг-кэ སཙན་མཁར་་, лат. Tsenkhar, Tsenkhar) — гевог в Бутане в дзонгхаге Лхунце, расположенный в южной части региона. Находится по западную сторону от реки Кури-Чу.
Гевог тянется по восточной стороне реки Кури-Чу, по тому же берегу проходит шоссе Монгар — Лхунце. Центром гевога является посёлок Пхаван (Phowan, Fawan, 27°28′38″ с. ш. 91°10′52″ в. д.).
}
У деревни Умлинг на утёсе по верхней дороге после Пхавана находятся развалины подземного каменного замка, который относят к царю Бангтцо Гьялпо (около 1500 года).
В гевог входят пять чивогов ( с севера на юг) — Гоньид-Вамбур, Домкхар-Умлинг, Декалинг-Чосхен, Аутцо — Чхарби, Аутобадэб — Гэдранг. Удалённый населённый район Дэкалинг связан с центром сельскохозяйственной дорогой. Всего в гевоге около 70 км сельских дорог, что обеспечивает относительно хорошую коммуникацию по сравнению с другими гевогами

Согласно пятилетнему плану, в XI пятилетке 2013—2018 будет уделяться внимание животноводству и укреплению сельского хозяйства. 